# Alano il Rosso
Alano il Rosso (in francese Alain le Roux; 1040 circa – 4 agosto 1093) è stato un generale francese bretone, che combatté per il re Guglielmo I d'Inghilterra; è ricordato come il primo Signore (Lord) di Richmond, dopo la battaglia di Hastings, dal 1071 fino alla sua morte.

## Origine
Alano detto il Rosso, secondo il documento n° DCLXXVII del Cartulaire de l´abbaye de Saint-Aubin d'Angers, tome II, redatto tra il 1056 stesso ed il 1060 era il figlio secondogenito del primo Conte di Penthièvre, che era stato inoltre duca reggente di Bretagna, dal 1040 al 1047, Oddone I e di Orguen o Agnese di Cornovaglia (Francia), figlia del conte di Cornovaglia, Alano "Caignard" e della moglie, Giuditta di Nantes, figlia del conte di Nantes, Judicael di Nantes, a sua volta figlio del conte di Vannes e di Nantes e duca di Bretagna Hoel I.
Oddone I di Penthièvre, secondo il monaco e cronista normanno, Guglielmo di Jumièges, nella sua Historiæ Normannorum Scriptores Antiqui, era il figlio secondogenito del conte di Rennes e duca di Bretagna, Goffredo I Berengario e della moglie, Havoise di Normandia (980 circa - 21 febbraio 1034), che, secondo Guglielmo di Jumiège, era la figlia di Riccardo I Senza Paura Jarl (equiparabile al nostro conte) dei Normanni e conte di Rouen, e della moglie, Gunnora (950-5 gennaio 1031), di cui non si conoscono i nomi degli ascendenti, ma di nobile famiglia di origine vichinga (Gunnor ex nobilissima Danorum prosapia ortam); i genitori di Havoise sono confermati anche dal monaco e cronista inglese Orderico Vitale. Però i religiosi e cronisti normanni Dudone di San Quintino e Roberto di Torigni sostengono che alla nascita Havoise fosse figlia naturale, in quanto l'unione di Riccardo I Senza Paura e di Gunnora era stata fatta secondo il more danico o uso vichingo, pagano, senza cerimonia religiosa e che il matrimonio religioso fu celebrato in un secondo tempo.

## Biografia
Alano lo troviamo citato in un documento , la prima volta, nel documento n° DCLXXVII del Cartulaire de l´abbaye de Saint-Aubin d'Angers, tome II, redatto tra il 1056 ed il 1060, ed inerente ad una donazione di una proprietà fatta da suo padre, Oddone I (comiti Britannie Eudoni) al monastero di Saint-Aubin d'Angers, in cui Alano il Rosso fu testimone e che sottoscrisse assieme al padre, alla madre, Oreguen ed i fratelli, Goffredo, Guglielmo, Roberto e Riccardo (Comes Eudo, uxor eius Orguen et filii eorum Gausfridus, Alanus, Willelmus, Rotbertus, Ricardus).
Mentre si riporta che suo fratello o fratellastro, Brian, con un altro suo fratello o fratellastro, Alano detto il Nero, comandava una banda di Bretoni nella Battaglia di Hastings del 1066, secondo la Genealogia Comitum Richemundiæ post conquestum Angliæ Alano il Rosso era stato il primo a seguire in Inghilterra il duca di Normandia, Guglielmo il Bastardo.
Verso il 1068, sia secondo Guglielmo di Jumièges che secondo Orderico Vitale, suo fratello Brian sventò il tentativo di invasione dell'Inghilterra, di due dei figli del precedente re d'Inghilterra, Harold Godwinson, provenienti dall'Irlanda.
Sempre secondo la Genealogia Comitum Richemundiæ post conquestum Angliæ, dopo che Guglielmo e la moglie Matilde, erano stati incoronati re e regina d'Inghilterra, Alano il Rosso ricevette, come ricompensa, nuove terre, incluse alcune che erano appartenute a Edwin, ultimo conte di Mercia, nello Yorkshire, detto l'Onore di Richmond. Guglielmo il Bastardo, con un documento, poi confermò per sempre (in perpetuo) ad Alano ed ai suoi discendenti il possesso dei territori che erano stati di Edwin (omnes villas et terras quae nuper fuerunt omitis Eadwim). Questo riconoscimento, Alano lo ottenne anche con l'appoggio della regina, Matilde.
Alano, su quelle terre, per difendersi dagli attacchi sia degli Anglo-Sassoni che dei Danesi costruì un castello: il castello di Richmond, a Richmond, nel North Yorkshire.
Da un documento, del 1084 si ha la notizia che Goffredo, conte di Penthièvre, fece una donazione all'abbazia di Saint-Florent, di Saumur, chiedendo l'autorizzazione a tre fratelli: Brian, Alano il Rosso e Alano detto il Nero.

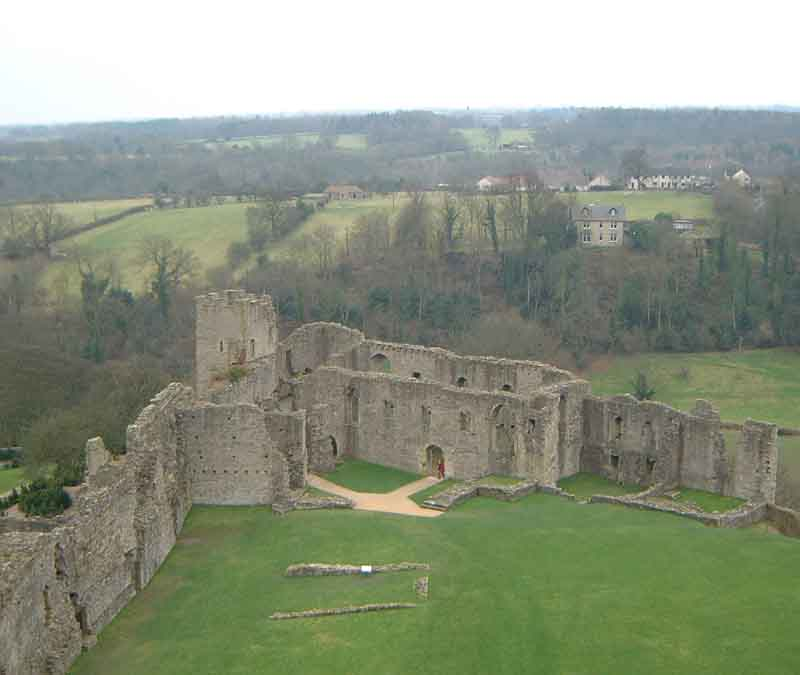
Ruderi del castello di Richmond.

Secondo lo storico francese Jules Henri Geslin de Bourgogne, sempre nel 1084, suo fratello, il conte di Penthièvre, Goffredo, fondò il priorato di Saint-Martin a Lamballe. Anche in questo caso i suoi tre fratelli: Brian, Alano il Rosso e Alano il Nero furono interpellati e controfirmarono il documento, come riporta la Genealogia Comitum Richemundiæ post conquestum Angliæ.
Secondo Orderico Vitale, negli anni 1083/5, Alano comandò il contingente Normanno durante l'assedio del castello di Sainte-Suzanne, del visconte del Maine, che Guglielmo il Conquistatore voleva acquisire.
Il Dugdale Monasticon riporta due documenti che citano Alano come autore di donazioni, verso la fine del decennio; mentre il documento n° 1 del The Honour of Richmond fa riferimento a due donazioni di Alano il Rosso, una del 1086 ed una del 1089, in suffragio delle anime del re, Guglielmo I, della regina, Matilde, e del proprio padre, Oddone I.
Sempre la Genealogia Comitum Richemundiæ post conquestum Angliæ riporta la morte di Alano il Rosso (che avvenne, nel 1093 o prima, in quanto in quella data, il fratello Alano il Nero fece una donazione in suffragio di Alano il Rosso) confermandoci che fu tumulato nel Bury St Edmunds, nel Suffolk e che l'Onore di Richmond passò al fratello, Alano il Nero.

## Matrimonio e discendenza
Alano il Rosso, secondo il The Life of King Edward who rests at Westminster si unì a Gunilde del Wessex (1055-1097), figlia del re d'Inghilterra, Aroldo II e della moglie, sposata secondo il More danico (quindi considerata amante), Ealdgyth Swan-neck, che forse gli diede una figlia, considerata illegittima:
- Matilde, sposata a Walter di Aincourt[12]

## Ascendenza
|                        |                          |                         | Genitori                 |  |  | Nonni |  |  | Bisnonni            |  |  | Trisnonni           |  |
|                        |                          |                         |                          |  |  |       |  |  | Conan I di Bretagna |  |  | Judicael Berengario |  |
|                        |                          |                         |                          |  |  |       |  |  | Conan I di Bretagna |  |  | Judicael Berengario |  |
|                        |                          | Gerberga                |                          |  |  |       |  |  | Conan I di Bretagna |  |  |                     |  |
| Goffredo I di Bretagna |                          |                         |                          |  |  |       |  |  | Conan I di Bretagna |  |  |                     |  |
|                        |                          | Ermengarda d'Angiò      | Goffredo I d'Angiò       |  |  |       |  |  |                     |  |  |                     |  |
|                        |                          | Ermengarda d'Angiò      | Goffredo I d'Angiò       |  |  |       |  |  |                     |  |  |                     |  |
|                        |                          | Ermengarda d'Angiò      | Adele di Troyes          |  |  |       |  |  |                     |  |  |                     |  |
| Oddone I di Penthièvre |                          | Ermengarda d'Angiò      |                          |  |  |       |  |  |                     |  |  |                     |  |
|                        |                          | Riccardo I di Normandia | Guglielmo I di Normandia |  |  |       |  |  |                     |  |  |                     |  |
|                        |                          | Riccardo I di Normandia | Guglielmo I di Normandia |  |  |       |  |  |                     |  |  |                     |  |
|                        |                          | Riccardo I di Normandia | Sprota                   |  |  |       |  |  |                     |  |  |                     |  |
| Havoise di Normandia   |                          | Riccardo I di Normandia |                          |  |  |       |  |  |                     |  |  |                     |  |
|                        |                          | Gunnora di Normandia    | …                        |  |  |       |  |  |                     |  |  |                     |  |
|                        |                          | Gunnora di Normandia    | …                        |  |  |       |  |  |                     |  |  |                     |  |
|                        |                          | Gunnora di Normandia    | …                        |  |  |       |  |  |                     |  |  |                     |  |
| Alano il Rosso         |                          | Gunnora di Normandia    |                          |  |  |       |  |  |                     |  |  |                     |  |
|                        | Benedetto di Cornovaglia | Budic di Cornovaglia    |                          |  |  |       |  |  |                     |  |  |                     |  |
|                        | Benedetto di Cornovaglia | Budic di Cornovaglia    |                          |  |  |       |  |  |                     |  |  |                     |  |
|                        | Benedetto di Cornovaglia | …                       |                          |  |  |       |  |  |                     |  |  |                     |  |
| Alano Canhiart         | Benedetto di Cornovaglia |                         |                          |  |  |       |  |  |                     |  |  |                     |  |
|                        |                          | Guinodeon               | …                        |  |  |       |  |  |                     |  |  |                     |  |
|                        |                          | Guinodeon               | …                        |  |  |       |  |  |                     |  |  |                     |  |
|                        |                          | Guinodeon               | …                        |  |  |       |  |  |                     |  |  |                     |  |
| Agnese di Cornovaglia  |                          | Guinodeon               |                          |  |  |       |  |  |                     |  |  |                     |  |
|                        |                          | Judicael di Nantes      | Hoel I di Bretagna       |  |  |       |  |  |                     |  |  |                     |  |
|                        |                          | Judicael di Nantes      | Hoel I di Bretagna       |  |  |       |  |  |                     |  |  |                     |  |
|                        |                          | Judicael di Nantes      | Giuditta                 |  |  |       |  |  |                     |  |  |                     |  |
| Giuditta di Nantes     |                          | Judicael di Nantes      |                          |  |  |       |  |  |                     |  |  |                     |  |
|                        |                          | …                       | …                        |  |  |       |  |  |                     |  |  |                     |  |
|                        |                          | …                       | …                        |  |  |       |  |  |                     |  |  |                     |  |
|                        |                          | …                       | …                        |  |  |       |  |  |                     |  |  |                     |  |
|                        |                          | …                       |                          |  |  |       |  |  |                     |  |  |                     |  |

### Fonti primarie
- (LA) Ordericus Vitalis, Historia Ecclesiastica, vol. II..
- (LA) Cartulaire de l'abbaye de Saint-Aubin d'Angers, tome II..
- (LA) Rerum Gallicarum et Francicarum Scriptores, tomus XII..
- (EN) Ordericus Vitalis, Ecclesiastical History, vol. II..
- (LA) Historiæ Normannorum Scriptores Antiqui..
- (LA) Early Yorkshire Charters, IV..

### Letteratura storiografica
- Louis Halphen, "La Francia dell'XI secolo", cap. XXIV, vol. II (L'espansione islamica e la nascita dell'Europa feudale) della Storia del Mondo Medievale, 1999, pp. 770–806.
- William John Corbett, "L'evoluzione del ducato di Normandia e la conquista normanna dell'inghilterra", cap. I, vol. VI (Declino dell'impero e del papato e sviluppo degli stati nazionali) della Storia del Mondo Medievale, 1999, pp. 5–55.
- William John Corbett, "Inghilterra 1087 - 1154", cap. II, vol. VI (Declino dell'impero e del papato e sviluppo degli stati nazionali) della Storia del Mondo Medievale, 1999, pp. 56–98.